# Joanna Taczewska
Joanna Taczewska (ur. 4 grudnia 1987 w Zabrzu) – polska brydżystka, World Master (WBF), European Master (EBL), Arcymistrz (PZBS), sędzia okręgowy, instruktor sportu.
Do 2011 roku występowała jako Joanna Krawczyk.

## Wyniki brydżowe

### Olimpiady
Na olimpiadach w zawodach uzyskała następujące rezultaty:
| Olimpiady brydżowe. Zawody teamów | Olimpiady brydżowe. Zawody teamów | Olimpiady brydżowe. Zawody teamów     | Olimpiady brydżowe. Zawody teamów | Olimpiady brydżowe. Zawody teamów | Olimpiady brydżowe. Zawody teamów |
| Rok                               | Miejsce                           | Zawody                                | Kategoria                         | Drużyna                           | Pozycja                           |
| --------------------------------- | --------------------------------- | ------------------------------------- | --------------------------------- | --------------------------------- | --------------------------------- |
| 2008                              | Pekin                             | 1. Światowe Zawody Sportów Umysłowych | Młodzież Szkolna                  | Poland                            | 9                                 |

| Olimpiady brydżowe. Zawody Par | Olimpiady brydżowe. Zawody Par | Olimpiady brydżowe. Zawody Par        | Olimpiady brydżowe. Zawody Par | Olimpiady brydżowe. Zawody Par | Olimpiady brydżowe. Zawody Par |
| Rok                            | Miejsce                        | Zawody                                | Kategoria                      | Partner                        | Pozycja                        |
| ------------------------------ | ------------------------------ | ------------------------------------- | ------------------------------ | ------------------------------ | ------------------------------ |
| 2008                           | Pekin                          | 1. Światowe Zawody Sportów Umysłowych | Juniorzy                       | Piotr Tuczyński                | 3                              |

| Olimpiady brydżowe. Zawody Indywidualne | Olimpiady brydżowe. Zawody Indywidualne | Olimpiady brydżowe. Zawody Indywidualne | Olimpiady brydżowe. Zawody Indywidualne | Olimpiady brydżowe. Zawody Indywidualne |
| Rok                                     | Miejsce                                 | Zawody                                  | Kategoria                               | Pozycja                                 |
| --------------------------------------- | --------------------------------------- | --------------------------------------- | --------------------------------------- | --------------------------------------- |
| 2008                                    | Pekin                                   | 1. Światowe Zawody Sportów Umysłowych   | Juniorzy                                | 4                                       |

### Zawody światowe
W światowych zawodach zdobyła następujące lokaty:
| Mistrzostwa Świata. Konkurencja teamów | Mistrzostwa Świata. Konkurencja teamów | Mistrzostwa Świata. Konkurencja teamów    | Mistrzostwa Świata. Konkurencja teamów | Mistrzostwa Świata. Konkurencja teamów | Mistrzostwa Świata. Konkurencja teamów |
| Rok                                    | Miejsce                                | Zawody                                    | Kategoria                              | Drużyna                                | Pozycja                                |
| -------------------------------------- | -------------------------------------- | ----------------------------------------- | -------------------------------------- | -------------------------------------- | -------------------------------------- |
| 2013                                   | Nusa Dua                               | 41. Mistrzostwa Świata Teamów             | Trans                                  | Poland Ladies                          | 36                                     |
| 2013                                   | Nusa Dua                               | 41. Mistrzostwa Świata Teamów             | Kobiety                                | Poland                                 | 5                                      |
| 2010                                   | Filadelfia                             | 13. Seria Mistrzostw Świata               | Dziewczęta                             | Poland                                 | 1                                      |
| 2008                                   | Łódź                                   | 4. Puchar Świata Teamów Akademickich      | Open                                   | Poland B                               | 4                                      |
| 2006                                   | Bangkok                                | 11. Młodzieżowe Mistrzostwa Świata Teamów | Młodzież Szkolna                       | Poland                                 | 3                                      |

| Mistrzostwa Świata. Konkurencja par | Mistrzostwa Świata. Konkurencja par | Mistrzostwa Świata. Konkurencja par   | Mistrzostwa Świata. Konkurencja par | Mistrzostwa Świata. Konkurencja par | Mistrzostwa Świata. Konkurencja par |
| Rok                                 | Miejsce                             | Zawody                                | Kategoria                           | Partner                             | Pozycja                             |
| ----------------------------------- | ----------------------------------- | ------------------------------------- | ----------------------------------- | ----------------------------------- | ----------------------------------- |
| 2006                                | Pieszczany                          | 6. Młodzieżowe Mistrzostwa Świata Par | Młodzież Szkolna                    | Artur Wasiak                        | 7                                   |
| 2003                                | Tata                                | 5. Młodzieżowe Mistrzostwa Świata Par | Juniorzy                            | Ewa Agnieszka Grabowska             | 55                                  |
| 2001                                | Stargard                            | 4. Mistrzostwa Świata Par Juniorów    | Juniorzy                            | Izabela Tunkel                      | 212                                 |

### Zawody europejskie
W europejskich zawodach zdobyła następujące lokaty:
| Zawody europejskie. Konkurencja teamów | Zawody europejskie. Konkurencja teamów | Zawody europejskie. Konkurencja teamów    | Zawody europejskie. Konkurencja teamów | Zawody europejskie. Konkurencja teamów | Zawody europejskie. Konkurencja teamów |
| Rok                                    | Miejsce                                | Zawody                                    | Kategoria                              | Drużyna                                | Pozycja                                |
| -------------------------------------- | -------------------------------------- | ----------------------------------------- | -------------------------------------- | -------------------------------------- | -------------------------------------- |
| 2013                                   | Ostenda                                | 6. Otwarte Mistrzostwa Europy             | Kobiety                                | Poland                                 | 8                                      |
| 2012                                   | Dublin                                 | 51. Mistrzostwa Europy Teamów             | Kobiety                                | Poland                                 | 5                                      |
| 2011                                   | Albena                                 | 23. Młodzieżowe Mistrzostwa Europy Teamów | Dziewczęta                             | Poland                                 | 1                                      |
| 2009                                   | Braszów                                | 22. Młodzieżowe Mistrzostwa Europy Teamów | Juniorzy                               | Poland                                 | 9                                      |
| 2007                                   | Jesolo                                 | 21. Młodzieżowe Europy Teamów             | Młodzież Szkolna                       | Poland                                 | 1                                      |
| 2007                                   | Jesolo                                 | 21. Młodzieżowe Europy Teamów             | Dziewczęta                             | Poland                                 | 1                                      |
| 2005                                   | Riccione                               | 20. Młodzieżowe Mistrzostwa Europy Teamów | Dziewczęta                             | Poland                                 | 4                                      |
| 2005                                   | Riccione                               | 20. Młodzieżowe Mistrzostwa Europy Teamów | Młodzież Szkolna                       | Poland                                 | 1                                      |
| 2004                                   | Praga                                  | 19. Młodzieżowe Mistrzostwa Europy Teamów | Dziewczęta                             | Poland                                 | 3                                      |

| Zawody europejskie. Konkurencja par | Zawody europejskie. Konkurencja par | Zawody europejskie. Konkurencja par    | Zawody europejskie. Konkurencja par | Zawody europejskie. Konkurencja par | Zawody europejskie. Konkurencja par |
| Rok                                 | Miejsce                             | Zawody                                 | Kategoria                           | Partner                             | Pozycja                             |
| ----------------------------------- | ----------------------------------- | -------------------------------------- | ----------------------------------- | ----------------------------------- | ----------------------------------- |
| 2012                                | Vejle                               | 11. Młodzieżowe Mistrzostwa Europy Par | Dziewczęta                          | Justyna Żmuda                       | 8                                   |
| 2012                                | Vejle                               | 11. Młodzieżowe Mistrzostwa Europy Par | Miksty Młodzieżowe                  | Piotr Zatorski                      | 2                                   |
| 2010                                | Opatija                             | 10. Młodzieżowe Mistrzostwa Europy Par | Juniorzy                            | Artur Wasiak                        | 3                                   |
| 2008                                | Wrocław                             | 9. Młodzieżowe Mistrzostwa Europy Par  | Dziewczęta                          | Natalia Sakowska                    | 1                                   |

## Klasyfikacja
- Joanna Taczewska – klasyfikacja PZBS
- Joanna Taczewska – klasyfikacja EBL (ang.)
- Joanna Taczewska – klasyfikacja WBF (ang.)